# Sint Nicolaas-Zuid
Sint Nicolaas-Zuid, San Nicolas-South – jeden z ośmiu regionów (regio) w południowej części kraju autonomicznego Aruba, należącego do Holandii, w Ameryce Południowej. 1 stycznia 2020 r. liczył 4235 mieszkańców. Pod względem liczby mieszkańców jest najmniejszym regionem w kraju.

## Podział administracyjny
W skład regionu wchodzi osiem stref (zone)
- 8.81 Zeewijk
- 8.82 Pastoor Hendriksstraat
- 8.83 Van de Veen Zeppenfeldstraat
- 8.84 Village
- 8.85 Essoville
- 8.86 Lago/Esso Heights
- 8.87 Seroe Colorado
- 8.88 Sint Nicolaas-Zuid Other

## Demografia
Region liczy 4235 mieszkańców (1 stycznia 2020), co stanowi 3,9% całej populacji kraju.
| Kobiety | Mężczyźni |
| ------- | --------- |
| 1943    | 2292      |